# BDSM-borgen
BDSM-borgen ofta kallad bara Borgen var en svensk webbplats om BDSM som fanns mellan 1999 och 2005[källa behövs]. Under stor del av sin existens var den den största sajten om BDSM på svenska. Sajten hade communityfunktioner och största delen av den krävde inloggning, men den innehöll även öppna informationssidor. Sidan hade en stor mängd redaktionellt material och även mycket användargenererat.